# عمر الدين

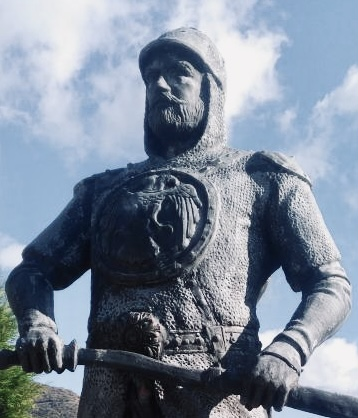
تمثال عمر أيدين

عمر غازي أو غازي عمر أو عمر الأسد  ( بالتركية الحديثة : Aydınoğlu Umur Bey ، حوالي 1309–1348)، المعروف أيضًا باسم عمر باشا  كان باك تركماني ثاني لأيدين ، على ساحل بحر إيجه في الأناضول . ، من 1334 إلى 1348. واشتهر برحلاته البحرية. باعتباره كاتبًا وشاعرًا وراعيًا للفنون والعلوم، تُرجم كتاب كليلة ودمنة الذي يتضمّن مجموعة من القصص والحكم والمواعظ ، ولأول مرة إلى الفارسية في عهده. وفي عهده خاض ضده العديد من الحروب الصليبية التي دعا إليها البابا .

## حياة مهنية
تم وصف عمر في ملحمة تاريخية Düstürnâme-i Enverî ، كتبها الشاعر والمؤرخ أنفيري في عهد السلطان محمد الثاني ، على أنه "أسد الله" يقود حرب غزو عادلة ومقدسة ضد "الأوغاد" والمسيحيين الكفار". وفقًا لمصدر غير موثوق به ولكنه ملون، لاحظ سفيران من البندقية أنه كان سمينًا للغاية ومعدته "مثل تابوت النبيذ". لقد وجدوه يرتدي الحرير، ويشرب حليب اللوز ، ويأكل البيض مع البهارات من ملعقة ذهبية. كان عمر غازي حليفًا مخلصًا وصديقًا للإمبراطور جون كانتاكوزينوس إمبراطور الإمبراطورية البيزنطية وقدم له المساعدة المادية خلال حملاته العسكرية، خاصة خلال الحرب الأهلية البيزنطية 1341-1347 . ويبدو أنه أرسل 380 سفينة و28000 رجل لمساعدته في الصراع وحاصر مدينة ديموتيكا في تراقيا باليونان. وبحسب ما ورد حزن الإمبراطور جون على وفاته. في ذروة قوتها، كانت إمارة أيدين تمتلك 350 سفينة و15000 رجل.
أدى قرار عمر الدين قطع طرق الشحن المسيحي إلى إعلان البابا كليمنت السادس حملات سميرنيوت الصليبية ضده في عام 1343. في عام 1348، تم تدمير أسطوله على يد أسطول متحالف من البندقية وفرسان رودس وقبرص . قُتل عمر الدين بوابل من السهام أثناء تسلقه أسوار قلعة سميرنا أثناء محاولة الاستعادة. وتم تعيين شقيقه الأكبر خضر بك مكانه.